# Velike Rodne
Velike Rodne este o localitate din comuna Rogaška Slatina, Slovenia, cu o populație de 152 de locuitori.